# 耀华玻璃
耀华玻璃公司，1921年由实业家周学熙在天津创办，并在秦皇岛开办工厂。公司由中方和比利时合资，资本1170万元。